# Tommy Smith (Fußballspieler, 1990)
Thomas Jefferson „Tommy“ Smith (* 31. März 1990 in Macclesfield) ist ein englisch-neuseeländischer Fußballspieler. Der Abwehrspieler steht seit 2020 bei Colchester United unter Vertrag und vertritt international die neuseeländische Nationalmannschaft.

## Vereinskarriere
Der im englischen Macclesfield geborene Abwehrspieler spielte im Kindesalter für Crewe Alexandra, zog mit seiner Familie aber 1998 nach Neuseeland und durchlief dort auch Nachwuchsförderprogramme. 2004 erhielt er eine Einladung von Ipswich Town für ein mehrwöchiges Probetraining und wurde schließlich in die Jugendakademie aufgenommen. 2007 erhielt er seinen ersten Profivertrag und wurde im Februar 2008 in die Conference National an Stevenage Borough ausgeliehen. Nach 15 Ligaeinsätzen bis Saisonende kehrte er zu Ipswich zurück und debütierte in der Football League Championship unter Trainer Jim Magilton bei der 1:2-Niederlage zum Saisonauftakt der Saison 2008/09 gegen Preston North End. Im Herbst 2008 brach er sich im Training den Knöchel und fiel für sieben Monate aus. Erst am letzten Spieltag der Saison gab er bei einem 2:1-Erfolg gegen Coventry City unter dem neuen Trainer Roy Keane sein Comeback. 
Unter Keane gehörte er auch zu Beginn der folgenden Saison zum Stammpersonal, bevor er sich in einer Trainingseinheit im Oktober 2009 zwei Finger ausrenkte und pausieren musste. Nach seiner Wiedergenesung fand der auf der Linksverteidiger- und Innenverteidigerposition einsetzbare Smith keine Berücksichtigung mehr und wurde schließlich Anfang 2010 an den Drittligisten FC Brentford verliehen, um Spielpraxis zu erhalten.

## Nationalmannschaft
Im September 2007 berief John Peacock Smith in das englische WM-Aufgebot für die U-17-Weltmeisterschaft in Südkorea. Nach einer schwachen Leistung im Auftaktspiel gegen Nordkorea wurde er im weiteren Turnierverlauf jedoch nicht mehr eingesetzt.
Nach der erfolgreichen Qualifikation des neuseeländischen Nationalteams für die Weltmeisterschaft 2010 nahm Smith das Angebot von Nationaltrainer Ricki Herbert an, der dem Abwehrtalent im Falle eines Verbandswechsels einen Platz im 23-köpfigen WM-Aufgebot zusicherte. Smith wurde in der Folge von Herbert für das erste WM-Vorbereitungsspiel am 3. März gegen Mexiko nominiert und stand bei der 0:2-Niederlage in der Startaufstellung.